# 王用賢 (正德進士)
王用賢（1482年—？年），字時濟，山东登州府莱陽縣人，義勇後衛右所官籍。明朝政治人物。

## 生平
治《詩經》，行一，由國子生中式弘治十七年（1504年）順天府鄉試第九名舉人，年二十七歲中式正德三年（1508年）戊辰科會試第七十五名，第二甲第六十三名進士，授晋州知州，官至同知。

## 家族
曾祖王貴，千户。祖王福全。父王祐，義官。母江氏。重庆下，弟用中。